# Let's Go Bang
Let's Go Bang è il secondo album di Jennifer Love Hewitt, pubblicato nel 1995.

## Tracce
1. Kiss Away from Heaven (Bliss, Montrone) – 4:24
2. Let's Go Bang (Goldmark, Lyter, Roberts) – 5:00
3. The Difference Between Us (Celli, Holland, Levin) – 5:00
4. Couldn't Find Another Man (Montrone) – 4:44
5. You Make Me Smile (Desmond, Toppano) – 4:11
6. In Another Life (Gold, Lorber, Prestopino) – 4:37
7. The Garden (Montrone) – 0:22
8. Can't Stand in the Way of Love (Cohen, Levine) – 3:53
9. Free to Be a Woman (Hewitt, Montrone) – 4:09
10. Everywhere I Go (Pomerantz, Smith, Stober) – 4:12
11. Don't Turn Your Head Away (Kaye, Montrone) – 4:31
12. Baby I'm-A Want You (David Gates) – 3:45

## Formazione
- Jennifer Love Hewitt - voce, background vocals
- Scott Austin - handclapping
- Peter Bliss - chitarra
- Denyse Buffum - viola
- Larry Corbett - violoncello
- Bruce Dukov - violino
- Sheila E. - percussioni
- Steve Ferrone - batteria
- Berj Garabedian - violino
- Harris Goldman - violino
- Endre Granat - violino
- Diva Gray - background vocals
- Paula Hochhalter - violoncello
- Paul Jackson Jr. - chitarra acustica
- Karen Jones - violino
- Suzie Katayama - violoncello
- Peter Kent - violino
- Armen Ksadjikian - violoncello
- Ricky Lawson - percussioni
- Harvey Mason, Sr. - percussioni, snare drums
- Hugh McCracken - chitarra elettrica
- Bill Meyers - conductor
- Angelo Montrone - synthesizer, pianoforte, tastiera, organo Hammond, handclapping, synthesizer bass
- Pino Palladino - basso
- Dean Parks - acoustic guitar
- Paul Pesco - chitarra elettrica
- Robert Peterson - violino
- Steve Richards - violoncello
- John "J.R." Robinson - percussioni, hi hat
- Rachel Robinson - violino
- Rosa Russ - background vocals
- Sheldon Sanov - violino
- Mark Sazer - violino
- Haim Shtrum - violino
- Daniel Smith - violoncello
- Carol Steele - percussioni, handclapping, cowbell
- Vaneese Thomas - background vocals
- Michael Thompson - chitarra elettrica
- Valerie Vigoda - violino
- Freddie Washington - basso
- Danny Wilensky - sassofono
- Ben Wittman - percussioni